# Wereldkampioenschap superbike van Silverstone 2007
Het wereldkampioenschap superbike van Silverstone 2007 was de zevende ronde van het wereldkampioenschap superbike en het wereldkampioenschap Supersport 2007. De races werden verreden op 27 mei 2007 op Silverstone nabij Silverstone, Verenigd Koninkrijk.
Vanwege zware regenval werd de tweede superbike-race afgelast.

## Superbike
| Pos | Nr  | Rijder            | Constructeur | Rondes | Tijd           | Grid | Punten |
| --- | --- | ----------------- | ------------ | ------ | -------------- | ---- | ------ |
| 1   | 21  | Troy Bayliss      | Ducati       | 28     | 46:02.875      | 1    | 25     |
| 2   | 41  | Noriyuki Haga     | Yamaha       | 28     | +2.035         | 2    | 20     |
| 3   | 11  | Troy Corser       | Yamaha       | 28     | +4.568         | 5    | 16     |
| 4   | 44  | Roberto Rolfo     | Honda        | 28     | +50.039        | 13   | 13     |
| 5   | 55  | Régis Laconi      | Kawasaki     | 28     | +1:09.634      | 14   | 11     |
| 6   | 3   | Max Biaggi        | Suzuki       | 28     | +1:20.982      | 8    | 10     |
| 7   | 57  | Lorenzo Lanzi     | Ducati       | 28     | +1:33.061      | 4    | 9      |
| 8   | 52  | James Toseland    | Honda        | 27     | +1 ronde       | 3    | 8      |
| 9   | 111 | Rubén Xaus        | Ducati       | 27     | +1 ronde       | 6    | 7      |
| 10  | 76  | Max Neukirchner   | Suzuki       | 27     | +1 ronde       | 16   | 6      |
| 11  | 13  | Vittorio Iannuzzo | Kawasaki     | 27     | +1 ronde       | 17   | 5      |
| 12  | 22  | Luca Morelli      | Honda        | 27     | +1 ronde       | 20   | 4      |
| 13  | 38  | Shinichi Nakatomi | Yamaha       | 26     | +2 ronden      | 18   | 3      |
| DNF | 10  | Fonsi Nieto       | Kawasaki     | 21     | Ongeluk        | 11   |        |
| DNF | 71  | Yukio Kagayama    | Suzuki       | 20     | Schade ongeluk | 7    |        |
| DNF | 96  | Jakub Smrž        | Ducati       | 17     | Ongeluk        | 12   |        |
| DNF | 25  | Josh Brookes      | Honda        | 13     | Schade ongeluk | 10   |        |
| DNF | 53  | Alessandro Polita | Suzuki       | 12     | Ongeluk        | 19   |        |
| DNF | 42  | Dean Ellison      | Ducati       | 6      | Uitgevallen    | 21   |        |
| DNF | 31  | Karl Muggeridge   | Honda        | 1      | Ongeluk        | 9    |        |
| DNF | 84  | Michel Fabrizio   | Honda        | 0      | Ongeluk        | 15   |        |

## Supersport
| Pos | Nr  | Rijder                | Constructeur | Rondes | Tijd         | Grid | Punten |
| --- | --- | --------------------- | ------------ | ------ | ------------ | ---- | ------ |
| 1   | 14  | Anthony West          | Yamaha       | 22     | 39:16.245    | 16   | 25     |
| 2   | 127 | Robbin Harms          | Honda        | 22     | +33.477      | 9    | 20     |
| 3   | 21  | Katsuaki Fujiwara     | Honda        | 22     | +48.057      | 7    | 16     |
| 4   | 9   | Fabien Foret          | Kawasaki     | 22     | +51.777      | 5    | 13     |
| 5   | 45  | Gianluca Vizziello    | Yamaha       | 22     | +54.295      | 20   | 11     |
| 6   | 81  | Matthieu Lagrive      | Honda        | 22     | +1:01.579    | 14   | 10     |
| 7   | 12  | Javier Forés          | Honda        | 22     | +1:37.576    | 18   | 9      |
| 8   | 4   | Lorenzo Alfonsi       | Honda        | 22     | +1:52.106    | 21   | 8      |
| 9   | 169 | Julien Enjolras       | Yamaha       | 22     | +1:53.184    | 31   | 7      |
| 10  | 77  | Barry Veneman         | Suzuki       | 21     | +1 ronde     | 12   | 6      |
| 11  | 17  | Miguel Praia          | Honda        | 21     | +1 ronde     | 27   | 5      |
| 12  | 194 | Sébastien Gimbert     | Yamaha       | 21     | +1 ronde     | 22   | 4      |
| 13  | 46  | Jesco Günther         | Honda        | 21     | +1 ronde     | 29   | 3      |
| 14  | 38  | Grégory Leblanc       | Honda        | 21     | +1 ronde     | 28   | 2      |
| 15  | 26  | Joan Lascorz          | Honda        | 21     | +1 ronde     | 24   | 1      |
| 16  | 60  | Vladimir Ivanov       | Yamaha       | 21     | +1 ronde     | 25   |        |
| 17  | 44  | David Salom           | Yamaha       | 20     | +2 ronden    | 19   |        |
| 18  | 39  | David Forner          | Yamaha       | 20     | +2 ronden    | 30   |        |
| 19  | 73  | Yves Polzer           | Ducati       | 20     | +2 ronden    | 32   |        |
| DNF | 55  | Massimo Roccoli       | Yamaha       | 21     | Ongeluk      | 4    |        |
| DNF | 88  | Gergő Talmácsi        | Yamaha       | 18     | Uitgevallen  | 34   |        |
| DNF | 23  | Broc Parkes           | Yamaha       | 13     | Ongeluk      | 3    |        |
| DNF | 31  | Vesa Kallio           | Suzuki       | 12     | Uitgevallen  | 23   |        |
| DNF | 7   | Pere Riba             | Kawasaki     | 9      | Ongeluk      | 10   |        |
| DNF | 34  | Davide Giugliano      | Kawasaki     | 9      | Uitgevallen  | 15   |        |
| DNF | 16  | Sébastien Charpentier | Honda        | 8      | Uitgevallen  | 1    |        |
| DNF | 18  | Craig Jones           | Honda        | 7      | Ongeluk      | 13   |        |
| DNF | 94  | David Checa           | Yamaha       | 6      | Uitgevallen  | 11   |        |
| DNF | 35  | Gilles Boccolini      | Kawasaki     | 2      | Uitgevallen  | 26   |        |
| DNF | 116 | Simone Sanna          | Honda        | 2      | Uitgevallen  | 17   |        |
| DNF | 32  | Yoann Tiberio         | Honda        | 1      | Ongeluk      | 6    |        |
| DNF | 54  | Kenan Sofuoğlu        | Honda        | 0      | Ongeluk      | 2    |        |
| DNS | 69  | Gianluca Nannelli     | Ducati       | 0      | Niet gestart |      |        |
| DNS | 96  | Nikola Milovanovic    | Honda        | 0      | Niet gestart |      |        |

## Tussenstanden na wedstrijd

### Superbike
| Pos | Nr | Rijder         | Team   | Punten |
| --- | -- | -------------- | ------ | ------ |
| 1   | 52 | James Toseland | Honda  | 237    |
| 2   | 41 | Noriyuki Haga  | Yamaha | 214    |
| 3   | 3  | Max Biaggi     | Suzuki | 201    |
| 4   | 21 | Troy Bayliss   | Ducati | 189    |
| 5   | 11 | Troy Corser    | Yamaha | 151    |

### Supersport
| Pos | Nr  | Rijder            | Team     | Punten |
| --- | --- | ----------------- | -------- | ------ |
| 1   | 54  | Kenan Sofuoğlu    | Honda    | 145    |
| 2   | 9   | Fabien Foret      | Kawasaki | 100    |
| 3   | 21  | Katsuaki Fujiwara | Honda    | 69     |
| 4   | 127 | Robbin Harms      | Honda    | 59     |
| 5   | 77  | Barry Veneman     | Suzuki   | 47     |

2002 · 2003 · 2004 · 2005 · 2006 · 2007 · 2010 · 2011 · 2012 · 2013